# Église d'Hyrynsalmi
L'église d'Hyrynsalmi (finnois : Hyrynsalmen kirkko) est une église luthérienne  située à Hyrynsalmi en Finlande,.

## Architecture
L'église est conçue par  Jacob Rijf et construite en 1786.
C'est l'un des rares bâtiments de Hyrynsalmi à être conservé après les incendies déclenchés par les troupes allemandes pendant la guerre de Laponie.
Come la structure de l'église ne pouvait supporter les cloches, Jaakko Kuorikoski construit en 1840 un clocher séparé.
La direction des musées de Finlande a classé l'église et son clocher séparé parmi les sites culturels construits d'intérêt national.